# Glenmavis (Whiskybrennerei)
Glenmavis war eine Whiskybrennerei in Bathgate, West Lothian, Schottland.
Die Brennerei wurde vor 1783 außerhalb der Stadt Bathgate gegründet und gehörte zu den frühesten kommerziellen Brennereien des Landes. Ihr Name leitet sich von der nahegelegenen Schlucht Glen Mavis ab und steht nicht im Zusammenhang mit der Stadt Glenmavis. Aus dem Jahre 1856 ist eine Beschreibung der Brennerei erhalten. Die Gebäude sind als sehr großflächig beschrieben und beinhalten Mühlen, eine Mälzerei, Brenngebäude, Maischhaus, Kühlanlagen und Lagergebäude. Die Destillerie wurde mit Dampfkraft und einem Wasserrad betrieben. Des Weiteren befand sich auf dem Gelände ein zweistöckiges Wohnhaus mit gepflegten Gärten und Arbeiterwohnungen. 1856 wurden wöchentlich etwa 2000 Gallonen Whisky erzeugt. Die Brennerei wechselte im Laufe ihrer Geschichte mehrfach den Besitzer. Als letzter Besitzer ist John McNab verzeichnet, der die Brennerei ab 1831 bis zu ihrer Schließung 1910 besaß. Die Gebäude wurden später abgerissen und das Gelände ist nun mit Wohnhäusern bebaut.